# 穆罕默德·易卜拉欣·赛义德
穆罕默德·易卜拉欣·赛义德（阿拉伯语：‎，1998年3月16日—），埃及男子摔跤运动员，2019年非洲运动会男子古典式67公斤级金牌得主、2020年夏季奥林匹克运动会男子古典式67公斤级铜牌得主、2023年非洲运动会男子古典式67公斤级金牌得主。